# سيلفيا تامالي
سيلفيا تامالي (بالإنجليزية: Sylvia Tamale)‏ (1967)، هي أكاديمية وناشطة في مجال حقوق الإنسان أوغندية. وتعتبر أول عميدة في كلية الحقوق في جامعة ماكيريري، أوغندا.

## التعليم
حصلت تامالي على بكالوريوس في الحقوق ووسام من جامعة ماكيريري، ماجستير القانون من كلية هارفارد للحقوق، ودكتوراه في الفلسفة في علم الاجتماع والدراسات النسوية من جامعة منيسوتا سنة 1997. كما حصلت على دبلوم في الممارسة القانونية من مركز تطوير القانون، كامبالا سنة 1990 بعد أن جاءت الأولى على صفها.

## مشوارها الأكاديمي
زارت تامالي بروفيسور في المعهد الأفريقي للجنس لجامعة كيب تاون، وزارت أيضا باحث في جامعة ويسكونسن. تُعتبر تامالي عميدة كلية الحقوق والفقه القانوني في جامعة ماكيريري في كامبالا، أوغندا بين 2004 و2008.

## الجوائز والأوسمة
منذ 1993 حتى 1997، تلقت تامالي منحة دراسية من ماك آرثر فولبرايت (Fulbright-MacArthur) ولإتمام دراستها في هارفارد. سنة 2003 حصلت على جائزة جامعة منيسوتا للقائدة الدولية المتميزة لعملها في الجامعة. سنة 2004 كُرِّمت من طرف منظمات نسائية في أوغندا لنشاطها في مجال حقوق الإنسان.
في 28 أكتوبر 2016، أصبحت تامالي أول مُحاضرة امرأة تقدم محاضرة افتتاحية في جامعة ماكيريري تحت اسم التعري، الاحتجاجات والقانون.

## بعض منشوراتها
- 1999: النسوية الأفريقية: كيف ينبغي علينا التغيير؟[14]

- 2011: الأجناس الأفريقية: قارئ[15]